# جون لوك (عازف لوحة المفاتيح)
جون لوك (بالإنجليزية: John Locke)‏ هو عازف لوحة المفاتيح وعازف بيانو وكاتب أغاني وموسيقي أمريكي، ولد في 25 سبتمبر 1943 في لوس أنجلوس في الولايات المتحدة، وتوفي في 4 أغسطس 2006 في أوجي في الولايات المتحدة بسبب سرطان.

## وصلات خارجية
- جون لوك على موقع IMDb (الإنجليزية)
- جون لوك على موقع ميوزك برينز (الإنجليزية)
- جون لوك على موقع أول ميوزيك (الإنجليزية)
- جون لوك على موقع ديسكوغز (الإنجليزية)